# A mesterdetektív
A mesterdetektív (eredeti cím: Sleuth) 1972-ben bemutatott brit–amerikai misztikus filmthriller, mely Joseph L. Mankiewicz legutolsó filmrendezése volt. A forgatókönyvet Anthony Shaffer írta, hasonló című 1970-es Tony-díjas színdarabja alapján. A főszerepben Laurence Olivier és Michael Caine látható.
A film pozitív kritikákat kapott, mindkét főszereplőt Oscar-, Golden Globe- és BAFTA-díjakra jelölték alakításaikért. 2007-ben jelent meg a film feldolgozása, a Mesterdetektív Kenneth Branagh rendezésében, Jude Law és Michael Caine főszereplésével.

## Cselekmény
Andrew Wyke, a szakmailag és anyagilag is sikeres, idősödő krimiíró hatalmas vidéki házában él, melyet bonyolult fejtörő játékok és önműködő gépek népesítenek be. Elhívja magához felesége ifjú szeretőjét, a szegény olasz bevándorló szülők gyermekeként felkapaszkodni próbáló fodrász Milo Tindle-t, megbeszélni vele a kényes szituációt és rávenni őt arra, felejtse el az asszonyt. Az anyagias nő eltartása érdekében azt tanácsolja a szerény körülmények közt élő Milónak, hogy lopjon el néhány értékes ékszert a házból, hiszen Andrew a biztosítóján keresztül kártalaníthatja magát. Milo ebbe beleegyezik és közösen egy körmönfont tervet eszelnek ki a színlelt rabláshoz. A játék végén Andrew fegyvert ránt vetélytársára és felfedi előtte valódi célját: végezni vele, majd a rendőrség előtt betörőnek beállítani Milót és önvédelemre hivatkozva elkerülni a gyilkosság vádját. Andrew ezután meghúzza a ravaszt és látszólag agyonlövi a fiatal férfit. 
Pár nappal később megjelenik a Milo eltűnése ügyében nyomozó Doppler felügyelő. Andrew eleinte tagadja, hogy bármiről is tudna, de a terhelő bizonyítékok hatására megtörik és beismeri a Milóval közös korábbi színjátékot. Váltig állítja, csupán eljátszotta Milo megölését, vaktöltényt használva ehhez. Célja riválisa megalázása volt, de bármiféle tettlegesség nélkül. Miután bizonyítékokat talál egy tényleges gyilkosságra, Doppler letartóztatja Andrewt. Ezt követően felfedi magát: Doppler ugyanis nem más, mint a bosszúszomjas Milo, elmaszkírozott arccal és álruhában.
Úgy tűnik, a két férfi kiegyenlítette egymás között a számlát, de Milo bejelenti, újabb játékot fog játszani, ám most valódi gyilkossággal. Azt állítja, korábban megfojtotta Andrew szeretőjét, Téát és Andrew elleni bizonyítékokat rejtett el az író házában. A rendőrség már úton van. A kétkedő Andrew felhívja Téát és annak gyászoló lakótársától, Joyce-tól valóban értesül a lány megöléséről. Milo rejtélyes útbaigazításait követve Andrew pánikszerűen átkutatja a házat és épp rálel az utolsó bizonyítékra is, amikor a rendőrség megérkezik. Andrew könyörög Milónak, tartsa fel őket, időt nyerve a nyomok eltüntetéséhez, aki látszólag ezt meg is teszi. Ezután viszont Milo bevallja, hogy nem érkezett meg a rendőrség, csupán ő játszotta el azt, párbeszédeket imitálva a hatóság nemlétező embereivel. Téa nem halt meg (a lány és Joyce közreműködésével rendezték azt meg, mert ők sem szívelik az öntelt írót) és Milo ezzel másodszor is átverte Andrewt.  
Miközben Milo távozni készül a házból, tovább sértegeti Andrewt, részben az Andrew feleségétől és Téától kapott kényes magánéleti információkkal. Andrew lelövéssel fenyegeti vetélytársát. Milo elárulja, számított erre és ezúttal tényleg kihívta a rendőröket, akik már úton vannak. Ha Andrew végez vele, a rendőrök azonnal tetten érik őt. Milo azonban túl messzire megy és nevetség tárgyává teszi Andrew regényeinek nyomozó főhősét is. A sértett Andrew halálosan megsebesíti a férfit, a rendőrség ténylegesen megérkezik és Andrew bezárkózik a házába. Utolsó erejével Milo figyelmezteti az írót, ne felejtse el közölni a rendőrökkel, hogy az egész ügy „...csak egy átkozott játék volt”, mániákus nevetéssel bekapcsolja a ház önműködő szerkezeteit, majd összeesik és meghal. Andrew egyedül marad, körülvéve életre kelt bizarr elektronikus játékaival, mialatt a rendőrök próbálnak bejutni az épületbe.

## Szereplők
| Szerep      | Színész          | Magyar hang            | Magyar hang                        |
| Szerep      | Színész          | - 1. szinkron - (1974) | - 2. szinkron - (1997–2005 között) |
| ----------- | ---------------- | ---------------------- | ---------------------------------- |
| Andrew Wyke | Laurence Olivier | Somogyvári Rudolf      | Sinkó László                       |
| Milo Tindle | Michael Caine    | Mécs Károly            | Viczián Ottó                       |

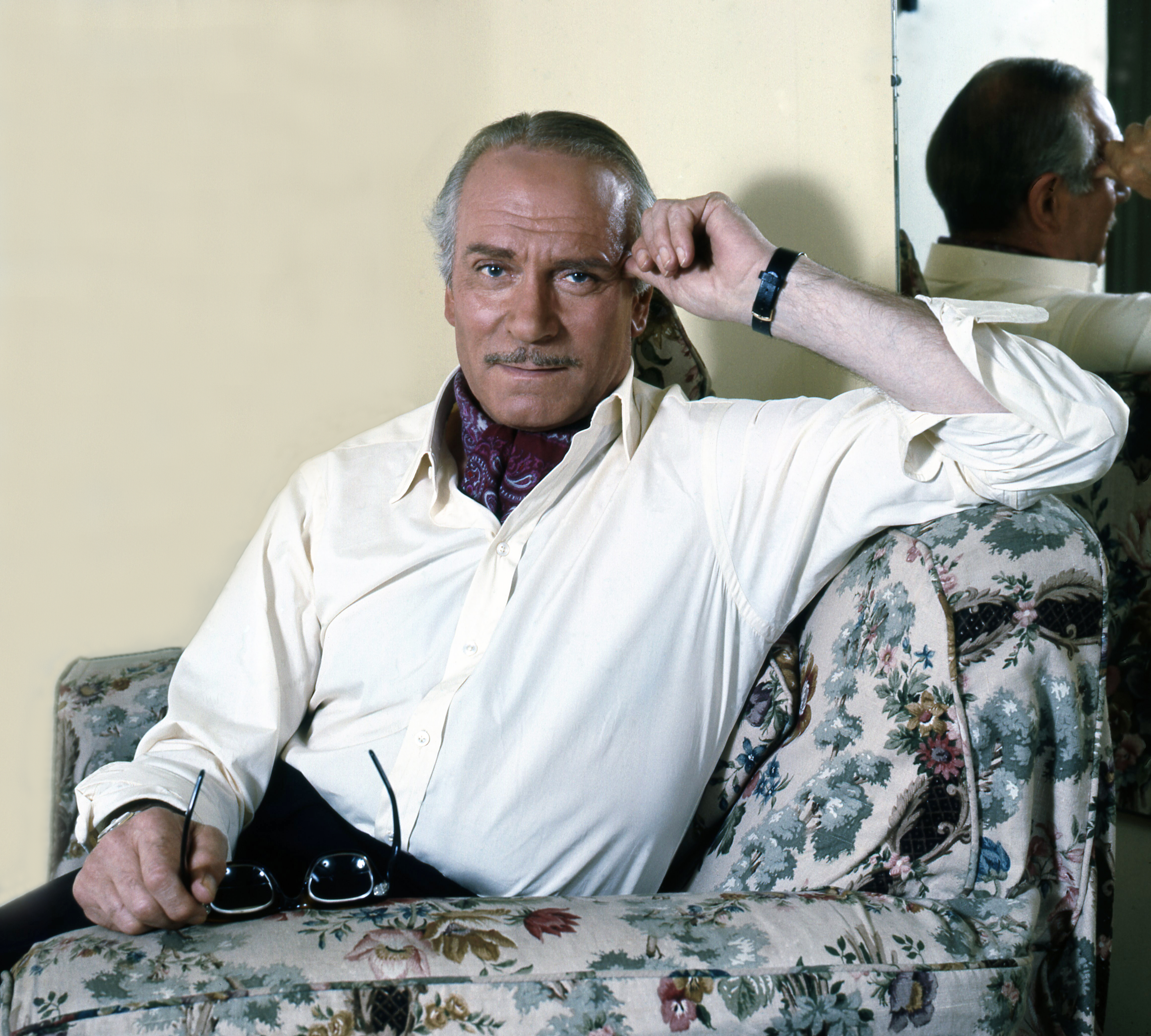
Laurence Olivier a film forgatásán.

A film stáblistáján több fiktív színész neve is szerepelt, elkerülve a cselekmény fordulatainak idő előtti felfedését a nézők előtt. Andrew Marguerite nevű, a filmben nem szereplő feleségének olajfestményét Joanne Woodwardról mintázták.

## Fogadtatás

### Kritikai visszhang
A film túlnyomórészt pozitív kritikákat kapott. A Rotten Tomatoes weboldalon 25 filmkritikus véleményének összegzése után 96%-os értékelésen áll.

### Fontosabb díjak és jelölések

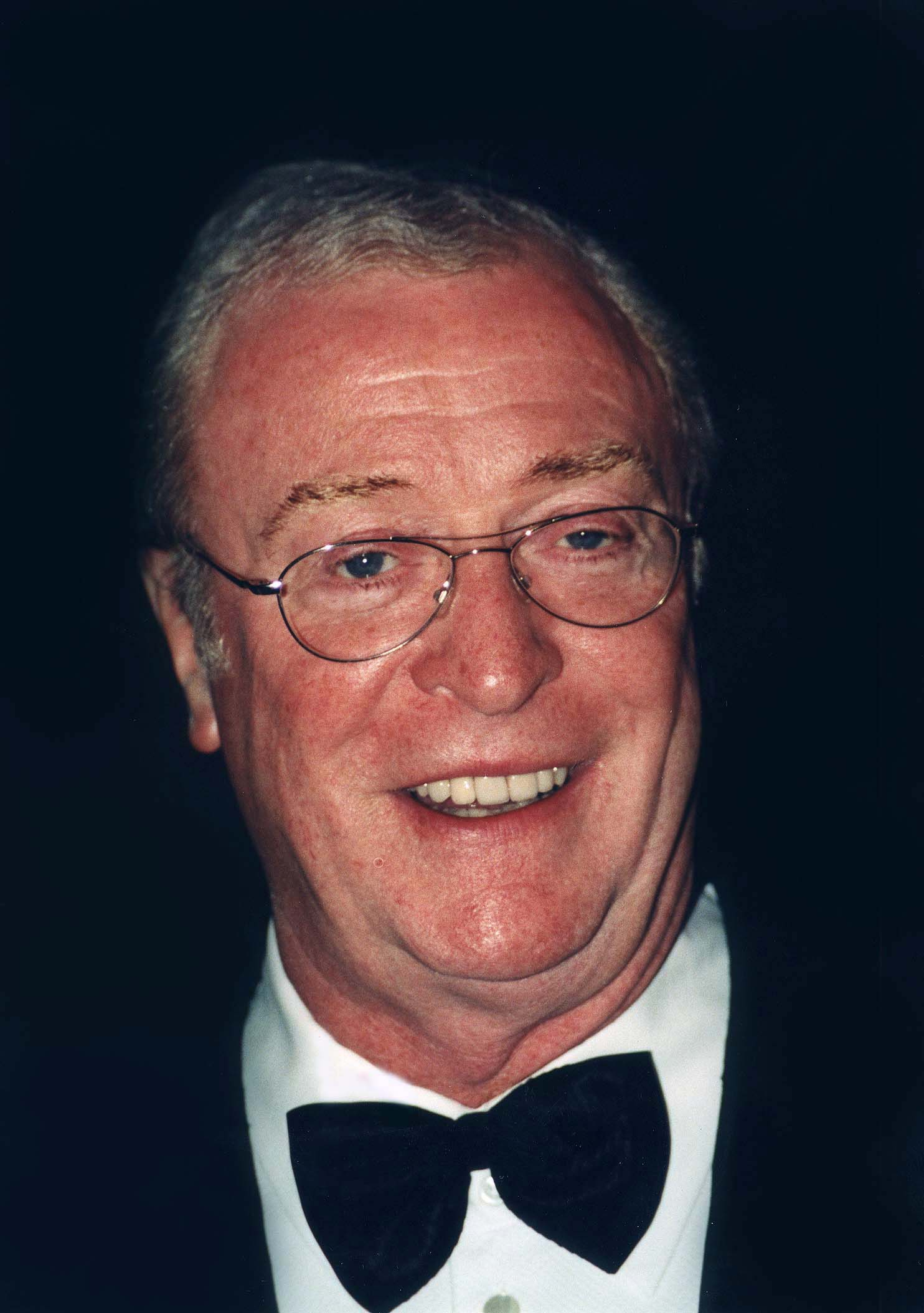
Michael Caine, a film másik főszereplője, aki később a 2007-es filmfeldolgozásban is játszott.

Érdekesség, hogy ez volt az első olyan film, melynek a teljes (kétfős) szereplőgárdáját Oscar-díjra jelölték. Később a Give 'em Hell, Harry! (1975) című film megdöntötte ezt a rekordot, mert abban csupán egyetlen színész, James Whitmore szerepelt és őt nevezték is a díjra.
| Díj                    | Kategória                            | Jelölt               | Eredmény |
| ---------------------- | ------------------------------------ | -------------------- | -------- |
| Oscar-díj              | legjobb férfi főszereplő             | Michael Caine        | Jelölve  |
| Oscar-díj              | legjobb férfi főszereplő             | Laurence Olivier     | Jelölve  |
| Oscar-díj              | legjobb rendező                      | Joseph L. Mankiewicz | Jelölve  |
| Oscar-díj              | legjobb eredeti filmzene             | John Addison         | Jelölve  |
| BAFTA-díj              | legjobb férfi főszereplő             | Laurence Olivier     | Jelölve  |
| BAFTA-díj              | legjobb forgatókönyv                 | Anthony Shaffer      | Jelölve  |
| BAFTA-díj              | legjobb operatőr                     | Oswald Morris        | Jelölve  |
| BAFTA-díj              | legjobb díszlet                      | Ken Adam             | Jelölve  |
| David di Donatello-díj | legjobb külföldi színész             | Laurence Olivier     | Elnyerte |
| Edgar Allan Poe-díj    | legjobb film                         | Anthony Shaffer      | Elnyerte |
| Golden Globe-díj       | legjobb filmdráma                    | Morton Gottlieb      | Jelölve  |
| Golden Globe-díj       | legjobb férfi főszereplő – filmdráma | Michael Caine        | Jelölve  |
| Golden Globe-díj       | legjobb férfi főszereplő – filmdráma | Laurence Olivier     | Jelölve  |

## 2007-es feldolgozás
A film feldolgozása 2007 novemberében jelent meg. Az irodalmi Nobel-díjas Harold Pinter forgatókönyvéből Kenneth Branagh rendezte, a főszereplője ismét Michael Caine volt, aki ezúttal az idős Wyke alakját formálta meg. Színésztársát, a fiatal Milót Jude Law alakította.
A 2007-es Mesterdetektív összességében negatív kritikákat kapott. 

## Fordítás
- Ez a szócikk részben vagy egészben  a   Sleuth (1972 film) című angol Wikipédia-szócikk fordításán alapul.  Az eredeti cikk szerkesztőit annak laptörténete sorolja fel. Ez a jelzés csupán a megfogalmazás eredetét és a szerzői jogokat jelzi, nem szolgál a cikkben szereplő információk forrásmegjelöléseként.